# إدوارد دبليو. بيرسون سينيور
إدوارد دبليو. بيرسون سينيور (بالإنجليزية: Edward W. Pearson Sr.)‏ هو رائد أعمال أمريكي، ولد في 25 يناير 1872 في غلين ألباين في الولايات المتحدة، وتوفي في 4 يوليو 1946.